# Croton beetlei
Espèce
Croton beetlei est une espèce de plantes à fleurs du genre Croton et de la famille des Euphorbiaceae, présente en Argentine (Jujuy, Salta).